# デニス・チェンバース
デニス・チェンバース（Dennis Chambers、1959年5月9日 - ）は、アメリカ合衆国のドラマーで、ジョン・スコフィールド、ジョージ・デューク、ブレッカー・ブラザーズ、サンタナ、パーラメント/ファンカデリック（Pファンク）、ジョン・マクラフリン、ナイアシン、マイク・スターン、キャブ、グレッグ・ハウ、ヴィクター・ウッテンなど、多数のミュージシャンたちと共に録音を行い、共演している。チェンバースは広く様々な音楽ジャンルで演奏する能力があるが、最もよく知られているのは、ジャズ・フュージョン、ファンク、ラテン音楽における演奏であろう。チェンバースは素早い手の動きと、バスドラムでの3連符の演奏で最もよく知られている。チェンバースは後進の若いドラマーたちを数多く支援しているが、その最も目立った例は、トニー・ロイスターJr.である。

## 経歴
チェンバースは、4歳からドラムを始め、6歳のときには、ボルチモア地域のナイトクラブでギグに参加していた。1981年にはヒップホップのレーベルであるシュガー・ヒル・レコードから、レーベル専属の「ハウス・ドラマー」に採用された。チェンバースは、シュガー・ヒルがリリースした数多くの作品で演奏しており、その中には「Rapper's Delight」も含まれている。1978年、18歳だったとき、チェンバースはパーラメント/ファンカデリック（Pファンク）のメンバーとなり、1985年までメンバーとしてとどまった。1986年にジョン・スコフィールド・バンドに参加した。以降のチェンバースは、ジャズ・フュージョン分野の主要な人びとの大部分と共演を果たしている。
チェンバースは、批評家たちからの評価の高いメイシオ・パーカーのライブ・アルバム『Roots and Grooves』（2007年）に、永年の友人であるベーシストのロドニー・"スキート"・カーティス (Rodney "Skeet" Curtis) やWDRビッグ・バンド・ケルンとともに参加した。また、チェンバースは、カルロス・サンタナのツアーに長く参加しており、また、自身のバンドであるナイアシンでも活動している。
2011年8月26日、チェンバースは、『レイト・ショー・ウィズ・デイヴィッド・レターマン』の「ドラム・ソロ・ウィークII」に、トニー・ロイスターJr.、ギャヴィン・ハリソン、ニール・パート、スチュワート・コープランドといった他の有名ドラマーたちとともに出演した。

## 使用器材
チェンバースは、パール楽器製造のドラムス、ペダル、ハードウェア、ラックなどとともに、ジルジャンのシンバル、ドラムスティック、その他のアクセサリーや、エヴァンス（EVANS：ダダリオ傘下）のドラムヘッドを使用している。

## エピソード
2007年、レッド・ツェッペリンがロンドンのO2アリーナで演奏する直前に、ジョン・ボーナムの息子ジェイソン・ボーナムは、インタビューで「もし、誰かにこの機会を譲るとしたら、どのドラマーをドラムの座につく者として推薦しますか？」と問われた。ジェイソンは、「もし僕が選ぶなら、おそらく強いスイング感が出せるジャズ・ドラマーだろうね。そうだね、デニス・チェンバース。彼なら、ほかのロック・ドラマーでは及ばないところまで「イケル」と思うよ。」と応えた。
2011年の Bonedo のインタビューで、デニス・チェンバースは、影響を受けたり、好みであるドラマーとして、、アル・ジャクソンJr.、スティーヴ・ガッド、ヴィニー・カリウタ、ゲイリー・ハズバンド、ジャック・ディジョネット、ビリー・コブハム、バディ・リッチ、エルヴィン・ジョーンズ、ロイ・ヘインズ、トニー・ウィリアムスらの名を挙げている。

## ディスコグラフィ
| 年   | 名義 | タイトル                                           | レーベル               |
| ---- | --- | -------------------------------------------------- | ---------------------- |
| 1983 | Pファンク・オールスターズ | Live at the Beverly Theater in Hollywood           | Westbound              |
| 1986 | ジョン・スコフィールド | Blue Matter                                        | Gramavision            |
| 1987 | ジョン・スコフィールド | Loud Jazz                                          | Gramavision            |
| 1987 | ジョン・スコフィールド | Pick Hits Live                                     | Gramavision            |
| 1989 | ゲイリー・トーマス | By Any Means Necessary                             | JMT                    |
| 1990 | ビル・エヴァンス・グループ（ビル・エヴァンス、チャック・ローブ、ジム・ビアード、ダリル・ジョーンズ、デニス・チェンバース） | Let The Juice Loose (Live at the Blue Note, Tokyo) | Bellaphon              |
| 1990 | ゲイリー・トーマス | While the Gate Is Open                             | JMT                    |
| 1991 | デニス・チェンバース | Big City                                           | Glass House            |
| 1991 | ゲイリー・トーマス | The Kold Kage                                      | JMT                    |
| 1992 | カール・フィリピアク・グループ（カール・フィリピアク、デニス・チェンバース、ポール・ソロカ (Paul Soroka)、ジム・チャールセン (Jim Charlsen)、ヴィクター・ウィリアムス (Victor Williams)、ジョージ・グレイ (George Gray)、デイヴ・フェラール (Dave Fairall)、ロッド・ダニエルズ (Rod Daniels)） | Right on Time                                      | Geometric Records      |
| 1992 | ビル・エヴァンス、チャック・ローブ、ミッチ・フォアマン、ヴィクター・ベイリー、デニス・チェンバース） | Petite Blonde（ライブ盤）                          | Lipstick Records       |
| 1992 | ブレッカー・ブラザーズ | The Return Of The Brecker Brothers                 | GRP Records            |
| 1992 | デニス・チェンバース | Getting Even                                       | Glass House            |
| 1993 | Graffiti（デニス・チェンバース、ハーコン・グラフ、ゲイリー・グレインジャー、ウルフ・ワキニウス） | Good Groove                                        | ESC Records            |
| 1993 | Charles Blenzig (マイク・スターン、ウィル・リー、アレックス・フォスター、マノロ・バドレーナ、マイケル・ブレッカー） | Say what you mean                                  | Big World              |
| 1994 | ジョン・マクラフリン & ザ・フリー・スピリット | Tokio Live                                         | Japan Import           |
| 1995 | スティーリー・ダン | Alive in America                                   | Giant                  |
| 1996 | ナイアシン | Niacin                                             | Stretch                |
| 1997 | ジョン・マクラフリン、ゲイリー・トーマス | The Heart of Things                                | Verve/Universum        |
| 1997 | ナイアシン | Live! - Blood, Sweat & Beers                       | Stretch                |
| 1998 | ナイアシン | High Bias                                          | Stretch                |
| 1999 | ヴィクター・ベイリー | Low Blow                                           | ESC Records            |
| 1999 | ナイアシン | Deep                                               | Magna Carta            |
| 2000 | ジョン・マクラフリン | The Heart of Things: Live in Paris                 | Verve                  |
| 2000 | キャブ（バニー・ブルネル、トニー・マカパイン） | CAB                                                | Tone Center Records    |
| 2001 | キャブ（バニー・ブルネル、トニー・マカパイン） | CAB 2                                              | Tone Center Records    |
| 2001 | ブレット・ガース、T・J・ヘルメリッチ、ゲイリー・ウィリス、スコット・キンゼイ | Uncle Moe's Space Ranch                            | Tone Center Records    |
| 2001 | ナイアシン | Time Crunch                                        | Magna Carta            |
| 2002 | キャブ（バニー・ブルネル、トニー・マカパイン） | CAB 4                                              | Tone Center Records    |
| 2002 | デニス・チェンバース | Outbreak                                           | Esc                    |
| 2003 | グレッグ・ハウ、ヴィクター・ウッテン、デニス・チェンバース | ""Extraction""                                     | Tone Center Records    |
| 2003 | ビレリ・ラグレーン、ドミニク・ディ・ピアッツァ、デニス・チェンバース | Front Page                                         | Sunny Side Records     |
| 2005 | ナイアシン | Organik                                            | Magna Carta            |
| 2006 | デニス・チェンバース | Planet Earth                                       | BHM                    |
| 2006 | デニス・チェンバース、ジェフ・バーリン、デヴィッド・フュージンスキー、T・ラヴィッツ | Boston T Party                                     | Tone Center            |
| 2006 | True Spirit （ジョン・グラント (John Grant)、ヴィクター・ウィリアムス、デニス・チェンバース、ナジー） | True Spirit                                        | Indy release           |
| 2007 | カール・フィリピアク・グループ | I Got Your Mantra                                  | Art of Life Records    |
| 2007 | メイシオ・パーカー、WDRビッグ・バンド・ケルン 、指揮マイケル・アビーン、ロドニー・"スキート"・カーティス | Roots and Grooves                                  | Heads Up               |
| 2007 | ブレット・ガースド、T・J・ヘルメリッチ、ゲイリー・ウィリス、スコット・キンゼイ | Moe's Town (Uncle Moe's Space Ranch)               | Tone Center Records    |
| 2008 | ポール・ハンソン | Frolic in the Land of Plenty                       | Abstract Logix Records |
| 2009 | ディーン・ブラウン | DBIII:live at the Cotton Club Tokyo                | BHM records            |
| 2009 | Tony Bunn | Small World                                        | ATP Records Group      |
| 2010 | グレッグ・ハウ、櫻井哲夫、デニス・チェンバース | Vital World                                        | Abstract Logix Records |
| 2012 | ナイアシン | Krush                                              | Prosthetic             |